# Tomàs Spà i Torner
Tomàs Spà i Torner (Mataró, Maresme, 1768 - Barcelona, Barcelonès, 25 d'octubre de 1853), fou un eclesiàstic i polític català. Era fill de Ramon Spà i Reimir i Teresa Torner i Simon, casats el 1752.
Es va doctorar en Teologia, i entre 1801 i 1806 va ser-ne catedràtic al Seminari Conciliar de Barcelona. Va ser rector del Seminari en dos periodes: entre 1806 i 1815, i posteriorment entre 1833 i 1845. Va ser elegit per a les Corts de Cadis de 1810, com a diputat suplent l'11 de març de 1811, però mai va arribar a prendre possessió del càrrec. A principis de 1810, juntament amb d'altres catedràtics del Seminari, va marxar de Barcelona per a traslladar-se a Berga, on el juliol de 1812 consta que hi residia. A la capital del Berguedà, juntament amb Fèlix Torres i Amat de Palou gestionaven els hospitals militars que estaven sota la supervisió de la Junta Superior de Catalunya. El mes de febrer de 1822, mentre continuava donant classes al Seminari, va ser nomenat governador del capítol de la diòcesi de Barcelona, del qual formà part fins al 1848. La primavera de 1824 Spà i Torner va formar part d'una comissió encarregada de preparar el retorn de la imatge de la Verge de Montserrat al seu emplaçament originari al monestir de Montserrat, després que fos traslladada a Barcelona a causa de l'avenç de les tropes franceses. El 1848 fou triat vicepresident de la Societat Catequística de Barcelona, càrrec que va mantenir fins a la seva mort.
El dia 26 d'octubre, l'endemà de la seva mort, les seves restes van ser traslladades fins a Mataró, on les van enterrar el dia 27 d'octubre de 1853 al cementiri de Mata.

## Obres
- Spà i Torner, Tomàs. Elogio funebre que en el aniversario decretado por S.M. las Córtes Generales y Extraordinarias en sufragio de las víctimas sacrificadas en Madrid en el 2 Mayo de 1808 y celebrado en igual dia del año 1814 en la iglesia parroquial de la ciudad de Mataró, con asistencia del Muy Ilustre Ayuntamiento y demas autoridades, dixo el doctor Don Thomas Spa ... (en castellà).  Mataró: Imprenta de Juan Abadal, 1814. OCLC 807721494.
- Spà i Torner, Tomàs. «Piadosas demostraciones de gratitud y e gozo con que la Real y Militar Orden de Ntra. Sra. de las Mercedes, en union de los esclavos y devotos de tan soberana reyna la felicitan por su nuevo ascenso al trono ...». A: Relacion de las fiestas que con motivo de la solemne traslacion de la milagrosa imágen de Maria de las Mercedes desde la santa iglesia catedral á su templo y trono, se celebráron en los dias 5, 6, 7, 8, 9 y 10 de julio de 1814 (en castellà).  Barcelona: Oficina de Gaspar y Compañía, 1814. OCLC 807718320.
- Spà i Torner, Tomàs. Función de la religión y de letras que el Seminario Obispal de Barcelona bajo los auspicios de su dignísimo prelado (en castellà).  Barcelona: Imprenta de los Herederos de la viuda Pla, 1829.